# Ondřej Kozlovský
Ondřej Kozlovský (* 15. srpna 1982 Přerov) je bývalý český atlet a bobista.
Jako atlet získal několik medailí ve sprintech na mistrovstvích České republiky. Bobům se začal věnovat v roce 2006, od sezóny 2008/2009 závodil ve Světovém poháru. Startoval na Zimních olympijských hrách 2010, kde byl členem posádky čtyřbobu, jenž se umístil na 16. místě.